# 弦楽四重奏曲第2番 (シェーンベルク)
弦楽四重奏曲第2番 嬰ヘ短調 作品10は、アルノルト・シェーンベルクが作曲した2番目の弦楽四重奏曲である。一方で、弦楽四重奏曲であるにもかかわらず、ソプラノ独唱が加わる特異な編成となっている。

## 概要
1907年3月9日から1908年7月11日にかけて作曲され、後期ロマン派の作風による作品を生み出した第1期から無調というジャンルに挑戦した第2期への過渡的な作品である（第4楽章では全て無調で書かれている）。
前作第1番における全曲のモティーフ的統一は、第2番でも見られ、第3楽章では第1楽章のモティーフ（第1主題による）が所々用いられている。また全4楽章という古典的な楽式を維持しているものの、第3楽章と第4楽章にソプラノの独唱を加え、室内楽と歌曲を融合させた新たな試みであった。両楽章のテキストはシュテファン・ゲオルゲによる。
初演は1908年12月21日に、ロゼー弦楽四重奏団とマリー・グートハイル＝ショーダーのソプラノによって行われている。
楽譜は1910年に出版され（ウィーンのフィルハモニア版）、のちにシェーンベルク夫人に捧げられた。
弦楽四重奏に声楽を加えるというアイディアは、この後弟子であるアルバン・ベルクとアントン・ウェーベルンに引き継がれることとなった。

## 構成
全4楽章からなるが、第3楽章と第4楽章はソプラノ独唱が加わるという特異な形式である。演奏時間は約28分。
第1楽章 モデラート (過度な速さで,Mäßig)
嬰ヘ短調、4分の3拍子、ソナタ形式。
抒情的な素材による第1主題を中心とした楽章である。
第2楽章 非常に速く (Sehr rasch)
ニ短調、2分の2拍子、スケルツォ楽章。
冒頭の19小節が主要なモティーフの呈示部に相当する。トリオ（4分の2拍子）は有名な民謡『かわいいアウグスティン』が奏され、この楽章では他に第1楽章の副主題や主要主題の一部が（部分的ではあるが）散見される。
第3楽章 連祷 (Litanei)
変ホ短調、ゆっくりと(langsam)。
緩徐楽章で、全体は主題と5つの変奏とフィナーレで構成される。調号は変ホ短調とされているが、実際の調性は曖昧である。詩はゲオルゲの『連祷』（Litanei）による歌である。変奏曲の主題は先の2楽章の主要なモティーフによっている。
第4楽章 忘我 (Entrückung)
4分の4拍子、無調。きわめてゆっくりと(sehr langsam)。
12半音を全て含んだフレーズに始まるソナタ形式の楽章。詩はゲオルゲの『忘我』（Entrückung）による歌である。冒頭のpppの細かい音型は導入部であり、この形は楽章中の重要なモティーフである。コーダは主要主題と副主題（のそれぞれの要素）が回想されるが、最後に嬰ヘ長調の和音が静かに響いて終える。

## 編曲
作曲者により、1929年に歌付きの弦楽合奏版として編曲された。また、1912年にアルバン・ベルクが第3楽章と第4楽章を声楽用としてピアノ伴奏版に編曲している。

## 参考資料
- 『作曲家別名曲解説ライブラリー16 新ウィーン楽派』（音楽之友社）
- 『シェーンベルク:浄夜、弦楽四重奏曲第2番』（巌本真理弦楽四重奏団、長野羊奈子（ソプラノ）の演奏、EMI）の解説書